# Tamborek

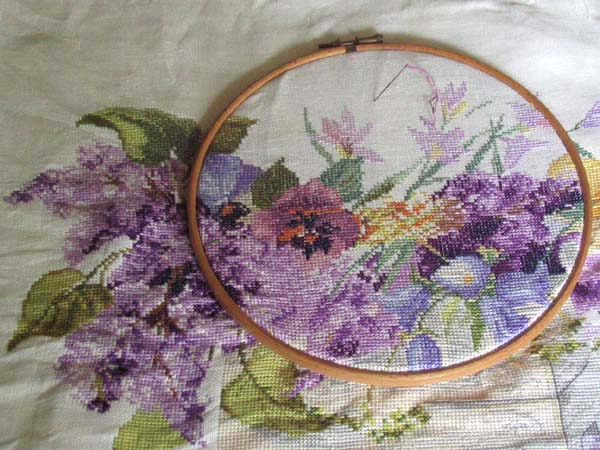
Tamborek

Tamborek – przedmiot ułatwiający haftowanie, składający się z dwóch obręczy, które zaciska się na siebie napinając jednocześnie naciągnięty między nimi materiał.